# Panenka
Pour les articles homonymes, voir Antonín Panenka.

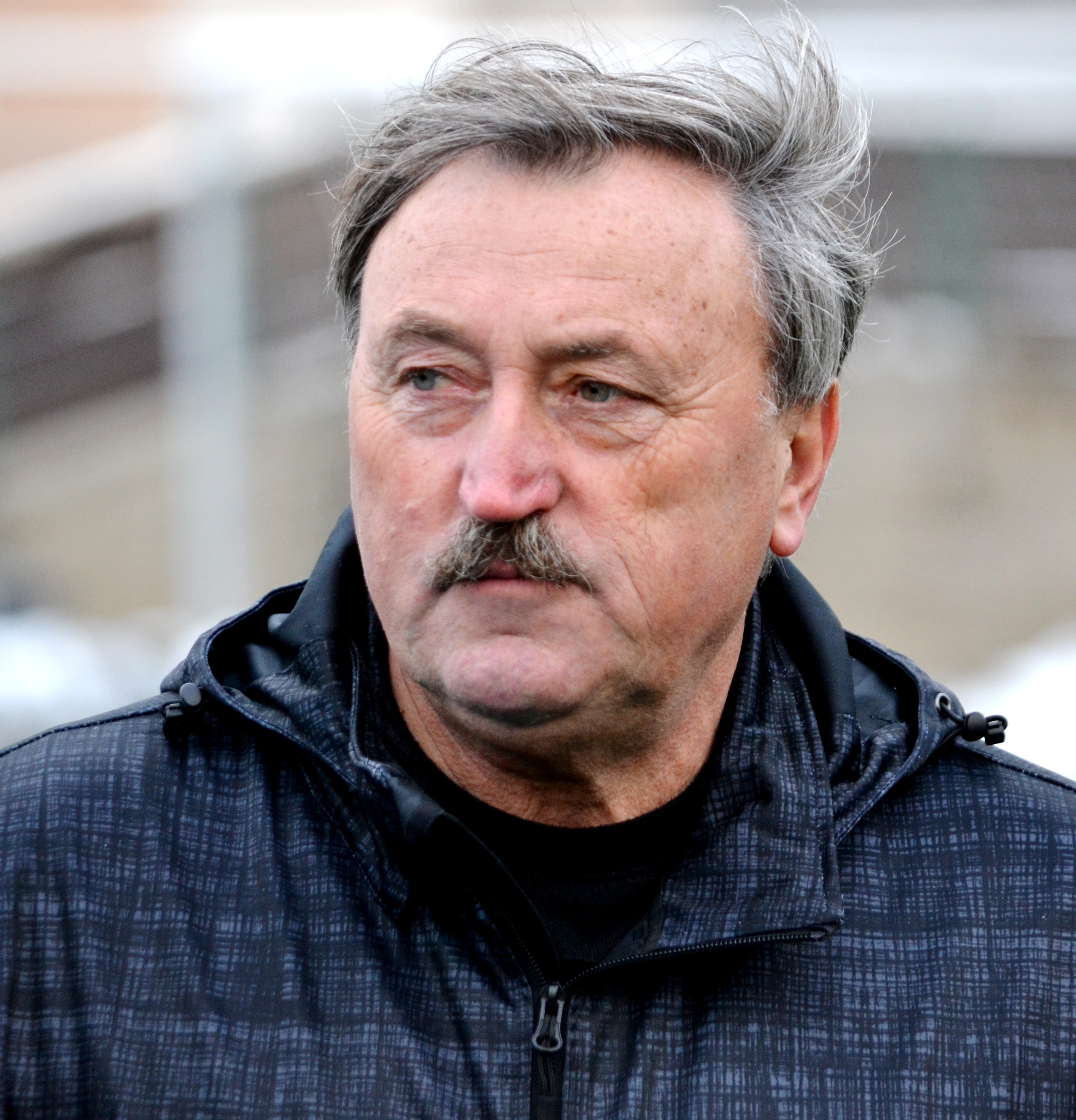
Antonín Panenka en 2013.

La panenka est une technique particulière au football pour tirer un penalty ou un tir au but.
Au lieu de frapper en force, le joueur frappe une pichenette du coup de pied en visant le centre du but afin de piéger le gardien adverse. C'est un geste risqué car en visant la position du gardien d'une frappe molle, le tireur doit escompter que celui-ci plonge par anticipation d'un côté ou de l'autre. Si ce n'est pas le cas, le gardien peut capter le ballon sans difficulté. Antonín Panenka, footballeur international tchécoslovaque, a donné son nom à ce geste.
Sa célébrité a pour origine la finale de la Coupe d'Europe des Nations de 1976, où la Tchécoslovaquie a battu l'Allemagne de l'Ouest aux tirs au but. Antonín Panenka était le dernier tireur et a offert la victoire à son équipe en piégeant de cette façon le gardien Sepp Maier. L’Allemand Rudi Völler puis l’Italien Francesco Totti s’en font une arme technique à part entière. Une fameuse panenka a également été réussie par Zinédine Zidane en finale de la Coupe du monde 2006 face à l'Italie.

## Panenkas célèbres
De nombreux joueurs ont par la suite tenté de frapper leur penalty à la Panenka. Certains ont réussi leur tir au but mais d'autres ont échoué.

### Panenkas manquées
- 1989 : en trente-deuxièmes de finale de la Coupe de France 1989, Éric Cantona, alors à Bordeaux, tente une panenka lors de la série de tirs au but face à l'AS Beauvais Oise. Le gardien beauvaisien, Eddy Caullery, est pris à contre-pied, il s'élance à l'opposé du ballon. Cependant, Éric Cantona n'a pas suffisamment appuyé son geste et le portier se relève instantanément puis plonge de nouveau vers le ballon. Il exécute une parade salvatrice sur sa ligne de but[2].
- 2004 : en finale de la Coupe de la Ligue 2004, le gardien du FC Nantes Mickaël Landreau manque le tir au but qui aurait donné la victoire à son équipe. Le gardien sochalien Teddy Richert avait deviné son intention[3].
- 2009 : lors de l'opposition entre le VfB Stuttgart et le Bayern de Munich comptant pour la coupe d'Allemagne le 27 janvier 2009, un penalty est accordé au Bayern à la suite d'une main d'Arthur Boka. Franck Ribéry qui vient de chambrer le public local à la suite de son but qui a porté la marque à 2-0, s'élance sous les sifflets du Mercedes-Benz Arena et tente une panenka peu puissante. Jens Lehmann, resté sur ses appuis, capte le ballon sans efforts[4].
- 2011 : le 6 février 2011, lors d'un match de Carioca 1ère Division, opposant le Fluminense, qui mène 2-1 à la mi-temps[5], au Botafogo, Sebastián Abreu rate, à la 59e minute, un penalty qui aurait pu s'avérer égalisateur, en tentant une panenka face à un Diego Cavalieri qui n'est pas dupe[6].
- 2011 : le 18 février 2011, lors de la 24e journée de Ligue 1, cette mésaventure arrive également à Youssouf Hadji face à Rémy Vercoutre. En effet, à la 45e minute du match AS Nancy-Lorraine-Olympique lyonnais, à la suite d'une faute commise par le gardien lyonnais sur l'international marocain et du penalty qui suit, Hadji rate sa panenka, arrêtée par Vercoutre[7].
- 2015 : le 19 mai 2015, lors de la demi finale de l'Euro des moins de 17 ans, le gardien Luca Zidane rate une panenka lors de la séance de tirs au but. Il permettra toutefois à la France de se qualifier pour la finale en arrêtant trois tirs au but adverses[8],[9].
- 2018 : le 7 février 2018, lors du match Metz-Caen des huitièmes de finale de la Coupe de France, le joueur franco-algérien Farid Boulaya tente une panenka aux tirs au but mais le ballon est facilement réceptionné par le gardien de Caen, Brice Samba, ce qui élimine l'équipe de Metz de la compétition[10].
- 2018 : le 7 juillet 2018, en quart de finale de la Coupe du monde 2018, Fedor Smolov rate une panenka face à Danijel Subašić lors de la séance de tirs au but qui conclut le match Russie-Croatie[11].
- 2019 : le 9 janvier 2019, en quart de finale de l'édition 2018-2019 de la Coupe de la Ligue, Hatem Ben Arfa rate une panenka face à Loïc Badiashille lors de la séance de tirs au but qui conclut le match Monaco-Rennes[12].
- 2024 : le 5 juillet 2024, lors de la Copa América, Lionel Messi manque son tir au but lors du quart de finale entre l'Argentine et l'Équateur en tentant une panenka qui s'est écrasée sur la barre transversale[13].
- 2025 : le 16 avril 2025, en quart de finale de la ligue des champions 2024-2025, Bukayo Saka manque son tir face a Thibaut Courtois .

### Panenkas réussies
- 1976 : l'originale de Antonín Panenka.
- 2000 : en Italie, Francesco Totti inscrit de nombreux penaltys façon Panenka. En demi-finale de l'Euro 2000, lors de la séance de tirs au but, il réussit une panenka contre le gardien des Pays-Bas Edwin van der Sar[14].
- 2004 : lors de l'Euro 2004 au Portugal, Helder Postiga réussit une panenka face au gardien anglais David James lors des tirs au but du quart de finale Portugal-Angleterre.
- 2006 : en huitième de finale de la Coupe du monde 2006 contre la Suisse, l'Ukrainien Artem Milevskyi, 21 ans, troisième sélection seulement, transforme son tir au but à la Panenka face au gardien suisse Pascal Zuberbühler et donne la qualification à son équipe.
- 2006 : en finale de la Coupe du monde 2006, Zinédine Zidane ouvre le score sur penalty en trompant Gianluigi Buffon d'une panenka avec l'aide de la barre transversale.
- 2007 : le 19 août 2007, l'international français Franck Ribéry qui vient de signer en Allemagne, réussit pour son premier but en Bundesliga une panenka à la 31e minute du match opposant le Bayern Munich et le Werder Brême[15].
- 2008 : le 27 février 2008, dans le quart de finale de Coupe d’Allemagne, le derby entre le Bayern Munich et le TSV 1860 Munich, le score est toujours de 0-0 à la dernière minute des prolongations. C'est alors qu'un penalty est accordé au Bayern. Franck Ribéry frappe et marque, mais l’arbitre annule le but et fait retirer le penalty. Pour sa seconde tentative, Franck Ribéry réussit une panenka et qualifie son club[16].
- 2008 : en phase de poules de la Ligue des champions de la CAF 2008, Mohamed Ali Nafkha (Étoile sportive du Sahel) transforme un penalty à la panenka contre la Jeunesse sportive de Kabylie.
- 2009 : le 27 septembre 2009, le Marocain Youssouf Hadji a signé un doublé avec Nancy. Youssouf Hadji a tenté et réussi une panenka face à Teddy Richert.
- 2010 : le 18 avril 2010, au Maracanã, Sebastián Abreu inscrit le deuxième but, de la victoire 2 à 1 de Botafogo face au Flamengo, d'une panenka transversale rentrante[17] (exactement comme celle de Zidane en 2006), offrant ainsi au club son dix-neuvième titre de Campeão Carioca[18].
- 2010 : lors des tirs au but du quart de finale opposant l'Uruguay au Ghana pendant la Coupe du monde 2010, l'attaquant uruguayen Sebastián Abreu inscrit le tir au but de la victoire avec une panenka trompant ainsi Richard Kingson le gardien ghanéen.
- 2011 : le 6 février 2011, lors d'un match de Carioca 1ère Division, opposant le Fluminense, qui mène 2-1 à la mi-temps, au Botafogo, Sebastián Abreu inscrit, peu après l'heure de jeu, un penalty égalisateur d'une panenka qu'il avait raté seulement 3 minutes plus tôt lors d'un autre penalty[19] (voir ci-dessus). Finalement le Botafogo remporte le match 3 buts à 2[5].
- 2012 : en quart de finale de l'Euro 2012, lors de la séance de tirs au but opposant l'Italie à l'Angleterre, Andrea Pirlo inscrit à Joe Hart son but façon Panenka. De plus il tente ce geste osé alors que les Anglais mènent 2 à 1 au cours de la séance à la suite de l'échec de son coéquipier Riccardo Montolivo.
- 2012 : lors d'une séance de tirs au but en demi-finale de l'Euro 2012 l'Espagnol Sergio Ramos marque d'une panenka face au gardien portugais Rui Patrício.
- 2013 : lors de la deuxième demi-finale de la Coupe d'Afrique des nations de football 2013 opposant le Burkina Faso au Ghana, Aristide Bancé marque d'une panenka le quatrième tir des étalons.
- 2014 : le 21 septembre 2014, l’international camerounais Eric Maxim Choupo-Moting a marqué un penalty à la 40e minute du jeu d'une panenka lors du match nul (2 à 2) entre son équipe le FC Schalke 04 et l'Eintracht Francfort comptant pour la Bundesliga[20].
- 2014 : le 6 décembre 2014, lors de la 17e journée de Ligue 1 Française, les équipes de Nice et de Caen se rencontrent. Alors que Caen mène 2 à 1, le niçois Alassane Pléa est légèrement accroché par Lenny Nangis dans la surface de réparation. Éric Bauthéac transforme le penalty en trompant Rémy Vercoutre d’une panenka plein axe qui ramène les deux équipes à égalité (2-2, 63e minute). Nice emportera finalement la rencontre par 3 buts à 2[21].
- 2015 : le 28 avril 2015, Lionel Messi marque un penalty à la 9e minute du jeu d'une panenka, lors du match opposant son équipe le FC Barcelone au Getafe CF (6-0), à l'occasion de la 34e journée de la Liga.
- 2016 : le 20 mars 2016, Fabinho a scellé la victoire de l’AS Monaco face au Paris SG (0-2, 31e journée de Ligue 1) en s'offrant une panenka devant le portier parisien Kevin Trapp[22].
- 2016 : Ivan Santini offre la victoire au Stade Malherbe de Caen le 2 octobre 2016, avec une sérénité et une audace bienvenues, il bat le gardien du Toulouse Football Club avec une panenka.
- 2017 : le 12 janvier 2017, lors d'un match retour face au FC Séville, en huitièmes de finale de la Coupe du Roi, Sergio Ramos réalise une panenka qui vient réduire la marque (3-2 pour Séville) pour le Real Madrid, qui a remporté le match aller à domicile 3 buts à 0, ce qui réduit encore plus les chances de qualification du FC Séville. Cela provoque donc la colère des supporters sévillans.
- 2018 : le 26 août 2018, lors d'un match de Liga, disputé à l'extérieur face à Gérone, Sergio Ramos réalise une nouvelle panenka, qui permet au Real Madrid de revenir au score (1-1) à la 39e minute.
- 2018 : le 8 septembre 2018, lors d'un match amical face au Mexique à Houston, Luis Suárez inscrit son deuxième but de la rencontre, en réalisant une panenka, sur un penalty concédé par Jesús Angulo, une minute plus tôt. Il trompe ainsi Guillermo Ochoa, l'un des meilleurs gardiens du mondial 2018 (avec 25 arrêts, pour 6 buts concédés, soit un ratio phénoménal de 6,3 arrêts par match disputés), qui venait de se dérouler deux mois plus tôt, et contribue largement à la victoire de son équipe (score final 1-4).
- 2018 (Ligue des nations) : Memphis Depay convertit son penalty par une panenka lors d'un match France / Pays-Bas le 16 novembre 2018 face à Lloris pour le 2 à 0 en faveur des Pays-Bas.
- 2019 : le 9 janvier 2019, après qu'Hatem Ben Arfa ait raté une panenka lors de la même séance de tirs au but (voir plus haut), Sofiane Diop (18 ans et 7 mois) en réussit une, beaucoup plus audacieuse[23], face au portier rennais Tomáš Koubek, contribuant ainsi à la victoire des monégasques sur les rouge et noir en quart de finale de la Coupe de la Ligue.
- 2019 : Le 13 mars 2019, dans le match opposant le FC Barcelone à l'Olympique lyonnais en huitièmes de finale de Ligue des Champions, Lionel Messi réussit une panenka face à Anthony Lopes.
- 2019 : Le 30 mars 2019, lors de la finale de la Coupe de la Ligue (Strasbourg - Guimgamp): le strasbourgeois Dimitri Liénard réussit sa panenka, inscrivant le troisième tir au but pour son équipe (score de 0-0 après prolongation, 4-1 aux tirs au but pour Strasbourg).
- 2019 : Le 6 novembre 2019, lors de la quatrième journée de la Ligue des champions (Real Madrid - Galatasaray) Sergio Ramos s'offre une panenka à la suite d’une faute sur la ligne de penalty à la 10e minute de jeu.
- 2020 : le 22 février 2020, lors d'un match de Championship entre Derby County et Fulham, l'attaquant Wayne Rooney célèbre son 500e match en Angleterre en marquant sur une panenka à la 55e minute de jeu, le premier de sa carrière, ouvrant le score pour son équipe[24].
- 2020 : le 30 juin, lors d'un match comptant pour la 33e journée de Liga opposant le FC Barcelone à l'Atlético de Madrid, Lionel Messi achève son 700e but d'une panenka à la 49e minute de jeu[25].
- 2020 : le 24 juillet 2020, lors de son premier match de préparation pour la Ligue 1 le RC Strasbourg Alsace marque face à Nîmes Olympique sur panenka de Lebo Mothiba à la 88e minute de jeu[26].
- 2020 : le 7 août 2020, dans le match opposant l'Olympique lyonnais et la Juventus FC en huitièmes de finale de Ligue des Champions, Memphis Depay réussit une panenka à la 12e minute du jeu face à Wojciech Szczęsny.
- 2021 : le 21 janvier 2021, lors de la 19e journée de Liga opposant la SD Eibar à l’Atlético Madrid, Luis Suárez marque un second but d’une panenka pour l’Atlético à la 88e minute de jeu contre le gardien Marko Dmitrović. Les commentateurs suggèrent que Suárez a opté pour cette technique risquée et humiliante pour le gardien afin de répondre à l’audace de Dmitrović qui avait ouvert le score du match en osant tirer et marquer un pénalty en début de rencontre à la 11e minute.
- 2021 : le 24 avril 2021, en Ligue 1, Mauro Icardi réalise une panenka qui scelle la victoire du PSG contre le FC Metz.
- 2021 : le 19 octobre 2021, Lionel Messi réalise une panenka en Ligue des Champions contre le RB Leipzig
- 2022 : le 20 février 2022, lors de la 25ème journée de Ligue 1, l'attaquant du Stade Rennais FC, Gaëtan Laborde, inscrit un but sur pénalty d'une panenka contre Gauthier Gallon, gardien de l'ESTAC. Gaëtan Laborde s'excuse auprès du gardien troyen de son geste.
- 2022 : le 26 avril 2022, lors des demi-finales aller de la Ligue des champions, Karim Benzema double en clôturant le score avec une panenka. Effectuée lors d'un tir de réparation face au brésilien Ederson Santana de Moraes et bien que portant le score à 3-4 pour son équipe, le tir stupéfie son entraîneur Carlo Ancelotti qui pantomime la folie.
- 2022 : le 6 décembre 2022, en huitième de finale de la Coupe du monde au Qatar, Achraf Hakimi, quatrième tireur marocain lors de la séance de tirs au but qui conclut le match Maroc-Espagne (0-0 a.p.), réussit une panenka qui met fin à l'exercice et qualifie son équipe pour les quarts de finale[27].
- 2023 : le 7 janvier 2023, en 32ème de finale de la Coupe de France, Alexis Sanchez réussit une panenka face au Hyères FC et permet à l'OM d'inscrire le premier but de la rencontre[28].
- 2024 : le 24 août 2024, lors de la deuxième journée de ligue 1 pendant un match opposant le Havre Athlétic Club à l'AS Saint-Etienne, Abdoulaye Touré réussit une panenka face au gardien adverse. Le Havre remporte alors le match sur le score de 2-0.
- 2025 : le 20 avril 2025 lors de la finale de can U17, Ilies Belmokhtar  a validé le triomphe de sa sélection, d’une superbe panenka en plein centre du but qui a offert le titre continental aux Lions de l’Atlas.
- 2025 : le 17 mai 2025, lors de la 34e journée de Ligue 1 McDonald's, à la 99e minute, le Havrais Abdoulaye Touré inscrit une panenka face au gardien Strasbourgeois Đorđe Petrović permettant aux Normands de s'imposer 2-3 et ainsi valider le maintien dans l'élite à la dernière seconde du dernier match de la saison 2024/2025.

## Dans la culture
- Dans le film Les Seigneurs réalisé en 2012 par Olivier Dahan, Franck Dubosc rate 2 panenkas à deux moments cruciaux de sa carrière de footballeur, dont l'une fera perdre l'équipe de Molène contre l'OM.